# Noël du Fail
Noël du Fail, seigneur de La Hérissaye, né vers 1520 dans la propriété familiale de Château-Létard à Saint-Erblon (à 10 km au sud de Rennes), et mort le 7 juillet 1591 à Rennes, est un juriste, magistrat et écrivain breton.
Son œuvre, à la fois divertissante et sérieuse, constitue un témoignage intéressant sur la société rurale du XVIe siècle en Bretagne.

## Biographie
Il naquit vers 1520 dans le manoir familial de Château-Létard à Saint-Erblon. Son père, François du Fail, était un gentilhomme campagnard de médiocre fortune dont la famille était établie sur cette terre depuis le XIVe siècle. Il était le benjamin de cinq enfants, dont quatre garçons. Après des premières études à Vern, sous la direction d'un maître dénommé Caillard, il s'inscrivit à l'Université de Paris, où il se trouvait au plus tard en 1539 ; il y fut probablement élève au collège Saint-Barbe, et il suivit, entre autres, les cours de médecine de Jacques Dubois.
Il s'engagea pour une campagne militaire en Italie en 1543/44 (il était à la bataille de Cérisoles le 11 avril 1544) et en profita pour visiter plusieurs villes comme Venise et Rome. À sec financièrement, il finança son retour d'Italie en Bretagne en donnant des leçons de grammaire et de littérature latine dans plusieurs villes. Ensuite, se destinant à une carrière de magistrat, il fit le tour de plusieurs universités françaises pour acquérir une formation juridique (l'enseignement du droit civil n'existait pas à l'époque à Paris). Il visita, entre autres, les écoles de droit d'Angers, de Poitiers, de Toulouse, d'Avignon, de Bourges et d'Orléans. Il publia ses Propos rustiques et ses Baliverneries en 1547 et 1548 (à Lyon, chez Jean de Tournes, pour les premiers).
C'est en 1548 qu'il s'installa comme avocat ou procureur à Rennes. En 1549, il entra dans la confrérie du Papegaut, société d'arquebusiers rennais qui se réunissait à dates fixes pour s'exercer au tir et désigner un « roi », ce qui était une sorte de brevet de citoyen de la ville. En 1553, il devint un des sept conseillers au présidial de Rennes nouvellement créé (Bertrand d'Argentré étant président) ; pour obtenir ce poste, il s'était rendu en 1552 à la cour, qui se trouvait alors dans l'est de la France. Il épousa vers le même temps Jeanne Perraud, fille d'un avocat, qui lui apporta du bien. Il assistait souvent, en raison de sa charge, aux délibérations du corps de ville.
Il fut nommé par lettres patentes du 14 octobre 1571 conseiller au Parlement de Bretagne (par dérogation sur le poste d'un « conseiller français »), et fut reçu dans cette charge le 21 février 1572 (rattaché à la session d'août-septembre-octobre). Récusé sur une accusation de protestantisme dès 1573, il dut soutenir un procès en bonne et due forme et ne put siéger à nouveau qu'en 1576. Après avoir fait partie de la Chambre des Enquêtes, il entra dans la Grand-Chambre en 1578. Son activité fut intermittente à partir de 1581 à cause de crises de goutte. Il prit sa retraite en octobre 1585 (son successeur fut nommé le 12 avril 1586), et se vit conférer le statut de conseiller honoraire (avec « entrée, séance, voix et opinion délibérative ») par lettres patentes du 6 juin 1586, mais le Parlement, résistant à ce qu'il considérait comme un empiètement sur ses prérogatives, n'enregistra ces lettres que le 31 octobre 1587. En 1589, il fut enlevé par les Ligueurs et libéré contre rançon. Comme juriste et historien du droit, il rédigea en trois volumes les Mémoires recueillis et extraits des plus notables et solennels arrests du Parlement de Bretaigne (Rennes, Julien Duclos, 1579, in-folio), qu'il dédia à Louis VI de Rohan-Guéméné (qui l'avait aidé à obtenir son poste de conseiller au Parlement).
Il mourut dans sa maison de Rennes, située rue du Puits-Mesnil, près du n°8 de l'actuelle rue d'Estrées.

## Œuvre
Dans ses Propos rustiques de maistre Léon Ladulfi, Champenois (« Léon Ladulfi » est l'anagramme de « Noël du Fail »), publié en 1547, Noël Du Fail met en scène quatre joyeux notables, et les habitants de deux villages des environs de Rennes (Vindelles et Flameaux). Tableaux champêtres, faits et gestes des villageois du XVIe siècle, scènes truculentes ont pour cadre la campagne rennaise. Cette suite de conversations naturelles, oscillant entre peinture bucolique et comique rabelaisien, révèle chez l'auteur, pour certains critiques, un gentilhomme campagnard conservateur persuadé de la supériorité de la noblesse et très attaché à ses prérogatives. Au delà de l'éloge du métier d'agriculteur, l'auteur, s'inspirant d'auteurs anciens tels que Caton l'Ancien, Cicéron ou Virgile, se plaît à rappeler aux paysans leur bonheur simple, qu'ils doivent préserver à tout prix.
Les Baliverneries d'Eutrapel (1548) et Les Contes et Discours d’Eutrapel (1585) sont de la même veine, mais, cette fois-ci, ce sont des notables qui sont mis en scène : le prudent Polygame, le fourbe Lupold et le joyeux Eutrapel (porte-parole de l'auteur). Le dialogue des trois hommes, mêlant réflexion morale et ironie, est le prétexte à une succession de fables et de tableaux descriptifs (fable de la goutte et de l'araignée, description d'une maison de paysans...). Les petites histoires à caractère comique et anecdotique sont d'abord là pour amuser le lecteur en un texte qui se veut avant tout divertissant. Mais derrière cette légèreté, la fantaisie verbale et le pittoresque des évocations, l'œuvre de Noël du Fail, comme celles de tous les grands conteurs humanistes de son époque, est constamment sous-tendue par un ensemble de réflexions morales, politiques et religieuses à la manière d'un Montaigne ou d'un Rabelais.

## Citations
- "Dieu donne du bien aux hommes et non des hommes aux biens" (Baliverneries ou Contes nouveaux d'Eutrapel)
- "Quand la bourse se rétrécit, la conscience s'élargit" (Baliverneries ou Contes nouveaux d'Eutrapel)
- "Marchandise offerte est à demi vendue" (Baliverneries ou Contes nouveaux d'Eutrapel)

## La restauration du manoir
Un couple a entrepris à partir de 2003 la restauration du manoir (« un bâtiment fortement dégradé auquel on accède en traversant un petit bois depuis un chemin boueux ») qui a vu naître Noël du Fail à Saint-Erblon

## Liste des œuvres
- Propos rustiques de maistre Léon Ladulfi, Champenois, Lyon, Jean de Tournes, 1547, in-8°
- Baliverneries ou contes nouveaux d’Eutrapel, autrement dit Léon Ladulfi, Paris, Pierre Trepperel, 1548.
- Mémoires recueillis et extraits des plus notables et solennels arrests du Parlement de Bretagne, Rennes, Julien du Clos, 1579.
- Les Contes et Discours d’Eutrapel, par le feu seigneur de la Herissaye, gentilhomme breton, Rennes, pour Noël Glamet de Quinper-Corentin, 1585, in-8°.

## Rééditions modernes
- Propos rustiques de maistre Leon Ladulfi champenois, 1547, éd. critique d’Arthur de La Borderie avec les variantes des éditions de 1548, 1549, 1573, Paris, Lemerre, 1878 (rééd. Slatkine, 1976).
- Propos rustiques de maistre Leon Ladulfi champenois, 1549, édition avec introduction, notes et glossaire établis par Gabriel-A. Pérouse et Roger Dubuis, Genève, Droz, 1994.
- Propos rustiques, Traduction en français moderne par Aline Leclercq-Magnien, présent. par Michel Simonin, P., Jean Picollec, 1988.
- Propos rustiques et Baliverneries in Conteurs français du XVIe siècle, éd. Pierre Jourda, Gallimard, Pléiade, 1965.
- Les Baliverneries d'Eutrapel, édition critique établie par Gaël Milin (thèse 3e cycle), préf. de Charles Foulon, P., Klincksieck, 1970.
- Les Contes et Discours d’Eutrapel, édition critique établie par Marie-Claire Thomine, Paris, Classiques Garnier, 2020.